# Fuat Oktay
Fuat Oktay, né en 1964, est un homme d'État turc. Membre de l'AKP, il est vice-président de la république de Turquie de 2018 à 2023, sous le second mandat présidentiel de Recep Tayyip Erdoğan. Il est ensuite député de la Grande Assemblée nationale.

## Formation et carrière

### Études
Fuat Oktay étudie la gestion à l'université de Çukurova. Diplômé en 1985, il commence à travailler à l'université en tant qu'assistant de recherche. En 1990, à l'université d'État de Wayne (Détroit, Michigan), il obtient une maîtrise en génie commercial et manufacturier, ainsi qu'un doctorat en génie industriel.

## Parcours politique

### Débuts
Membre du Parti de la justice et du développement (AKP) de Recep Tayyip Erdoğan, il est nommé sous-secrétaire du Premier ministre, Binali Yıldırım, en 2016.

### Vice-président de la république
Il est le premier titulaire de la fonction de vice-président de la république, créée par la réforme constitutionnelle approuvée par référendum en 2017 et qui transforme le régime parlementaire en régime présidentiel.

### Député de la Grande Assemblée nationale
Cevdet Yılmaz lui succède à la vice-présidence de la république à la suite de l'élection présidentielle de 2023, lors de laquelle Erdoğan remporte un troisième mandat. Fuat Oktay devient cependant député de la Grande Assemblée nationale, ayant été élu aux élections législatives concomitantes. Il est, depuis 2018, le président de la commission des affaires étrangères de la Grande Assemblée nationale.